# Portrait de Charles Baudelaire
Le Portrait de Charles Baudelaire est une peinture de Gustave Courbet réalisée en  1848.

## Description
Ce tableau représente un homme vue de profil, assis, en train de lire un livre, face à une table. L'homme fume la pipe. Il est vêtu d'une robe de chambre marron et porte au coup, noué, un foulard jaune. Sur la table, sont posés un encrier et sa plume, deux livres et un porte-estampe.

## Commentaires
L'homme représenté est Charles Baudelaire. Alors âgé de 26 ans, ce jeune poète, à cette époque encore peu connu, est également critique d'art et un grand lecteur. Courbet, âgé de 29 ans, est un ami de Baudelaire. Il le représente au centre de la scène, en pleine réflexion, absorbé par sa lecture. Courbet a également représenté les éléments traditionnellement associés à l'activité d'écriture à cette époque, la plume et les livres. Les couleurs de la scène, la palette employée, sont assez sombres mais une lumière illumine et le front et la main du poète.

## Historique
Daté par l'artiste au pinceau « 1850 », ce portrait de Charles Baudelaire semble plutôt avoir été peint vers 1848, alors que les deux hommes se fréquentaient quasiment quotidiennement, entre autres au début de cette année politiquement troublée par les événements révolutionnaires — les deux amis ont pris l'habitude de boire des bières dans des brasseries situées dans le quartier latin, et de fréquenter la bohème.
En 1855, en marge du Salon de Paris, au moment de l’exposition universelle, ce tableau est présenté sous le no 8 dans le pavillon que Courbet a fait construire pour exposer ses œuvres ; ce furent Baudelaire et Champfleury, un autre ami du duo, qui écrivirent les notices du catalogue. En 1859, le tableau, toujours présent dans l'atelier parisien du peintre, est acquis pour 500 francs par l’éditeur Auguste Poulet-Malassis, qui le vend fictivement à Charles Asselineau le 15 juin 1862 pour éviter qu’il ne soit saisi, du fait de la faillite du premier. Trois ans plus tard, Baudelaire, alors en froid avec Courbet, écrit à Édouard Manet pour savoir si le tableau est à vendre : l'affaire ne se fait pas. En 1874, conseillé par Théophile Silvestre, le mécène et ami de Courbet (lequel est alors exilé en Suisse), Alfred Bruyas, l’acquiert contre 3 000 francs demandés par Poulet-Malassis, puis le donne au musée Fabre en 1876,,.
Le portrait de profil de Baudelaire, lisant, se retrouve dans L'Atelier du peintre (1855), à droite.